# Omikron Cephei
Omikron Cephei (ο Cephei, förkortat Omikron Cep, ο Cep), som är stjärnans Bayer-beteckning, är en dubbelstjärna i den mellersta delen av stjärnbilden Cepheus. Den har en kombinerad skenbar magnitud på +4,75 och är synlig för blotta ögat där ljusföroreningar ej förekommer. Baserat på parallaxmätningar i Hipparcos-uppdraget på 15,5 mas beräknas den befinna sig på ca 211 ljusårs (65 parsek) avstånd från solen. 

## Egenskaper
Primärstjärnan Omikron Cerphei A är en gul till vit jättestjärna av spektralklass G8 III, Den har en massa som är ca 2,4 gånger solens massa, en radie som är ca 8 gånger större än solens och utsänder ca 51 gånger mera energi än solen från dess fotosfär vid en effektiv temperatur på ca 5 200 K.
Följeslagaren Omikron Cerphei B är en gul till vit stjärna i huvudserien av spektralklass F6 V. Den har en massa på ca 1,3 solmassor och en uppskattad omloppsperiod på ca 1 500 år. Det finns även en visuell följeslagare, CCDM J23186 + 6807C, till dubbelstjärnan. Den har en ungefärlig skenbar magnitud på 12,8 och ligger separerad med ca 45 bågsekunder från primärstjärnan.